# Samuel Adams (øl)
Samuel Adams er et amerikansk ølmærke brygget af Boston Beer Company og dets tilsluttede kontraktbryggerier. Virksomheden blev grundlagt 1984 af Jim Koch, Harry M. Rubin og Lorenzo Lamadrid i Boston, Massachusetts. Brandnavnet Samuel Adams (ofte forkortet til Sam Adams, selv i reklamer) blev valgt til Samuel Adams' ære, en amerikansk patriot kendt for sin rolle i den amerikanske revolution og i Boston Tea Party. Ifølge traditionen, så var han også en brygger. I henhold til salgstal fra 2011, så står Boston Beer Company lige med Yuengling som det største amerikansk-ejede bryghus.